# Stazione di Potenza Macchia Romana
Stazione di Potenza Macchia Romana vasútállomás Olaszországban, Potenza településen.

## Vasútvonalak
Az állomást az alábbi vasútvonalak érintik:
- Foggia-Potenza-vasútvonal
- Altamura–Avigliano–Potenza-vasútvonal

## Kapcsolódó állomások
A vasútállomáshoz az alábbi állomások vannak a legközelebb:
- Stazione di Potenza Superiore
- Stazione di Tiera
- Stazione di Potenza Santa Maria